# Eberhard Schorsch
Eberhard Schorsch (* 30. Dezember 1935 in Leipzig; † 14. November 1991 in Hamburg) war ein deutscher Arzt, Psychiater und Sexualforscher.

## Leben
Von 1970 bis zu seinem Tod war Schorsch Direktor des Instituts für Sexualforschung, Sexualmedizin
und Forensische Psychiatrie des Universitätsklinikums Hamburg-Eppendorf (UKE). In Lehre und Forschung war Schorsch mit Menschen befasst, die wegen Straftaten gegen die sexuelle Selbstbestimmung angeklagt oder verurteilt waren. Außerdem war er von 1982 bis 1985 Vorsitzender der Deutschen Gesellschaft für Sexualforschung (DGfS) sowie 1988 Mitbegründer und Herausgeber der Zeitschrift für Sexualforschung.

## Schriften (Auswahl)
als Autor
- Untersuchungen über das Harn- und Serumionogramm bei der Pyurie der Säuglinge. Dissertation. Universität Münster, 1962.
- Die Sexualität in den endogen-phasischen Psychosen. (Beiträge zur Sexualforschung, Bd. 39). Enke, Stuttgart 1967.
- Sexualstraftäter. Keip, Goldbach 1995, ISBN 3-432-01708-1. (Nachdr. d. Ausg. Stuttgart 1971)
- mit Nikolaus Becker: Angst, Lust, Zerstörung. Sadismus als soziales und kriminelles Handeln. Zur Psychodynamik sexueller Tötungen. (Beiträge zur Sexualforschung, Bd. 78). Psychosozial-Verlag, Gießen 2000, ISBN 3-89806-048-9. (Nachdr. d. Ausg. Reinbek 1977)
- mit Gerlinde Galedary, Antje Haag, Margret Hauch und Hartwig Lohse: Perversion als Straftat. Dynamik und Psychotherapie. Springer, Berlin 1985, ISBN 3-540-12468-3.[3]
- Kurzer Prozeß? Ein Sexualstraftäter vor Gericht. EVA, Hamburg 1995, ISBN 3-434-46228-7.
- Volkmar Sigusch, Gunter Schmidt (Hrsg.): Perversion, Liebe, Gewalt. (Beiträge zur Sexualforschung, Bd. 68). Enke, Stuttgart 1993, ISBN 3-432-25391-5.

als Herausgeber
- mit Gunter Schmidt und Volkmar Sigusch: Tendenzen der Sexualforschung. [Für Hans Giese]. (Beiträge zur Sexualforschung; Bd. 49). Enke, Stuttgart 1970, ISBN 3-432-01649-2.
- mit Gunter Schmidt: Ergebnisse zur Sexualforschung. Arbeiten aus dem Hamburger Institut für Sexualforschung. Ullstein, Frankfurt am Main 1975, ISBN 3-548-03301-6.
- mit Herbert Jäger: Sexualwissenschaft und Strafrecht. (Beiträge zur Sexualforschung, Bd. 62). Enke, Stuttgart 1987, ISBN 3-432-96011-5.
- mit Friedemann Pfäfflin: Sexualpolitische Kontroversen. Ergebnisse der 15. Wissenschaftlichen Tagung der Deutschen Gesellschaft für Sexualforschung (Beiträge zur Sexualforschung, Bd. 63). Enke, Stuttgart 1987, ISBN 3-432-96071-9.